# Salt Lagoon Islands Conservation Park
Salt Lagoon Islands Conservation Park är en park i Australien. Den ligger i delstaten South Australia, omkring 85 kilometer sydost om delstatshuvudstaden Adelaide. Salt Lagoon Islands Conservation Park ligger 5 meter över havet. Den ligger vid sjön Coolindawerh Lagoon.
Trakten runt Salt Lagoon Islands Conservation Park är nära nog obefolkad, med mindre än två invånare per kvadratkilometer.. Närmaste större samhälle är Hindmarsh Island, omkring 20 kilometer nordväst om Salt Lagoon Islands Conservation Park. 
Trakten runt Salt Lagoon Islands Conservation Park består till största delen av jordbruksmark. Genomsnittlig årsnederbörd är 584 millimeter. Den regnigaste månaden är juni, med i genomsnitt 99 mm nederbörd, och den torraste är december, med 18 mm nederbörd.